# Dévényi Csenge
Csenge Farber (Szül.: Dévényi Csenge) (Budapest, 1999. november 12. –) magyar grafikus, art director, designer és web designer.

## Életpályája
2018-ban érettségizett alkalmazott grafikus szakon a Katedra Általános Iskola, Gimnázium, Informatikai és Művészeti Technikum, Szakgimnázium és Kollégium tanulójaként, ezzel dekorációs festő szakmát is elvégezve. 2019-ben középiskolai tanulmányait befejezte, majd plusz egy év a Katedrában töltött OKJ-s képzéssel kiegészítve szerezte meg alkalmazott grafikus szakmáját. 2022-ben végzett a Budapesti Metropolitan Egyetem tervezőgrafika szakán mint grafikus-tervezőművész. Mesterszakos tanulmányait ugyanitt, 2024-ben fejezi be tervezőgrafika MA szakon, tipográfia specializáción.
Mesterei: Kóthay Gábor, Tepes Ferenc, Farkas László, Maczó Péter.

## Munkássága
A BA képzésen tervezett diplomamunkájával, az„ Elrontott Könyv” c. könyvével a profi kategóriában került beválogatásra a 2022-es XX. Arany Rajzszög Díj és Kiállítás kiállítói közé, majd a XXIII. Országos Tervezőgrafikai Biennáléra is beválogatták munkáját. 2023-ban bekerült tervezőgrafikai munkáival - melyet saját stúdióján keresztül nevezett be -  az Intercontinental Bienal kiállítói közé, ahova 19,543 pályázat és 17,125 művész közül 625 munkát válogattak be. (Kiválasztott művészek listája: https://intercontinentalbienal.org/selectedartists/ Archiválva 2023. augusztus 21-i dátummal a Wayback Machine-ben) A 2023-as kiállítás kezdete: Kolumbia, Argentína és Brazília. Kolumbia kiállítás: 2023.11.15. - 2023.11.30, Argentína Kiállítás: 2023.01.12. - 2023.12.15., Brazília kiállítás: 2024.01.02. - 2024.02.15.
Első betűcsaládjának kezdetleges DEMO verziója, a „Chenney” font 2023-ban jelent meg, mely egy modern, formabontó (inverz-kontraszt) megközelítésben elkészített klasszicista antikva, amely viktoriánus stílusú díszített elemeket tartalmaz, beleértve az összes ékezetet és speciális karaktert, melynek javított és már használható változata, egyben metszetei 2024-ben mester-diplomamunkájaként egészülnek ki.
2019-óta a SciArt Agency tagja és senior designere. 2021-től a YoungArt online galéria egyik büszke művésze. 2021 óta saját grafikai cégének vezetője, mely a csenge.studio címet viseli és amely partnerségben áll a SciArt Agency-vel. 2022-óta magyar nyelvtan és irodalom felvételi felkészítőként is oktat a KFE − Középiskolai Felvételi Előkészítőben, Budapesten.